# Psychotria cuneifolia
Psychotria cuneifolia är en måreväxtart som beskrevs av Dc.. Psychotria cuneifolia ingår i släktet Psychotria och familjen måreväxter. Inga underarter finns listade i Catalogue of Life.